# Masaki Watanabe
Masaki Watanabe (渡邉 将基 Watanabe Masaki?, nacido el 2 de diciembre de 1986 en Kioto) es un futbolista japonés que se desempeña como defensa.

## Trayectoria

### Clubes
| Club                | País  | Año         |
| ------------------- | ----- | ----------- |
| Sagan Tosu          | Japón | 2009        |
| Yokohama FC         | Japón | 2010 - 2012 |
| Giravanz Kitakyushu | Japón | 2013 - 2014 |
| Ventforet Kofu      | Japón | 2015 - 2016 |
| FC Gifu             | Japón | 2015        |
| Yokohama FC         | Japón | 2017 -      |

## Estadística de carrera

### J. League
| Club                | Año   | J. League | J. League | Copa J. League | Copa J. League | Total | Total |
| Club                | Año   | Part.     | Goles     | Part.          | Goles          | Part. | Goles |
| ------------------- | ----- | --------- | --------- | -------------- | -------------- | ----- | ----- |
| Sagan Tosu          | 2009  | 40        | 2         | -              | -              | 40    | 2     |
| Yokohama FC         | 2010  | 30        | 3         | -              | -              | 30    | 3     |
| Yokohama FC         | 2011  | 7         | 0         | -              | -              | 7     | 0     |
| Yokohama FC         | 2012  | 6         | 0         | -              | -              | 6     | 0     |
| Giravanz Kitakyushu | 2013  | 33        | 0         | -              | -              | 33    | 0     |
| Giravanz Kitakyushu | 2014  | 40        | 0         | -              | -              | 40    | 0     |
| Ventforet Kofu      | 2015  | 3         | 0         | 4              | 0              | 7     | 0     |
| FC Gifu             | 2015  | 19        | 1         | -              | -              | 19    | 1     |
| Ventforet Kofu      | 2016  | 1         | 0         | 5              | 0              | 6     | 0     |
| Yokohama FC         | 2017  | 12        | 0         | -              | -              | 12    | 0     |
| Total               | Total | 191       | 6         | 9              | 0              | 200   | 6     |